# الجدول الزمني لحرب السودان (2025)
فيما يلي الخط الزمني لـالحرب الأهلية السودانية (2023–الآن) في عام 2025.
هذا التسلسل الزمني هو قائمة ديناميكية وسيّالة، أي متحوّلة بطبيعتها، ومن ثمّ قد لا تُلبّي يومًا معايير الاكتمال النهائي. كون الأحداث تُكتب وتتبدّل بحسب المستجدات والمصادر؛ مما يجعلها دومًا خاضعة لإعادة التقييم والتحرير.
علاوةً على ذلك، قد لا تُفهَم بعض الأحداث فهمًا كاملًا إلا بأثر رجعي أو بعد الكشف اللاحق عنها. فهي دومًا مؤجَّلة ومشروطة بظهور أدلّة لاحقة، لا مكتملة منذ لحظة وقوع الحدث.

## يناير

### 1 يناير
زعمت قوة دارفور المشتركة (JDF) أنها قتلت 462 من مقاتلي قوات الدعم السريع (RSF) – بينهم ستة قادة – في هجوم فاشل على منطقة المالحَة بشمال دارفور. كما تم تدمير ثلاث مركبات، وانسحب ما تبقى من القوة بقيادة علي رزق الله (الصفّانة). وقد دعت القوةُ خصومَها إلى الاستسلام إما لها أو إلى القوات المسلحة السودانية (SAF). وتحمل "الدعوة إلى الاستسلام" معنى مضاعفًا فهي من جهة تهديد، ومن جهة أخرى إعلان عن موقع رمزي للقوة كممثل بديل للجيش النظامي.

### 2 يناير
ادعت القوات المسلحة السودانية أن العميد في الدعم السريع إبراهيم دليب قُتل، إلى جانب 32 مقاتلًا بينهم عنصر موريتاني، إثر خلل في طائرة مسيّرة أُطلقت من طرف مجموعته بمدينة الفاشر. هذه الرواية تسلط الضوء على مدى الارتجال والخطر الذاتي الذي بات يهدد الوحدات المسلحة غير النظامية.

### 4 يناير
قُتل شخصان بقصف من الدعم السريع على مستشفى السعودي في الفاشر. كما قُتل أربعة آخرون بقصف مماثل في أم درمان. يُلاحظ هنا تصاعد الاستهداف المباشر أو العَرَضي للمرافق المدنية.

### 5 يناير
لقي عشرة أشخاص مصرعهم في غارة جوية نفذتها القوات المسلحة السودانية على الخرطوم. كما أفادت القوات المسلحة وقوة دارفور المشتركة بأنهما صدّتا هجومًا من الدعم السريع على الفاشر من الجهتين الشرقية والجنوبية الشرقية، واعترضتا قافلة أسلحة، واعتقلتا عناصر. وأكثرت من الإشارة إلى "الجنسيات المختلفة".

### 7 يناير
أعلنت الولايات المتحدة رسميًا أن الدعم السريع ارتكب "إبادة جماعية"، وفرضت عقوبات على حميدتي. هذه الخطوة تمثل تحولًا دبلوماسيًا حادًا، حيث تنتقل الرواية من نزاع داخلي إلى تصنيف قانوني دولي يترتب عليه تدخلات محتملة.
في ذات اليوم، استعادت القوات المسلحة مركز أمبدة الإداري، ومنطقتي الشقلة والجزء الغربي من حي الفيتيحاب في أم درمان، وحرّرت ثلاثة ضباط أسرى في عملية خاصة قُتل فيها أكثر من 20 مقاتلًا من الدعم السريع بينهم قائد ميداني. في ما يعرف بـ"إعلام التحرير" الذي يزاوج بين الإنجاز العسكري والبُعد الرمزي للاستعادة.
كما قُتل أربعة أشخاص في غارة جوية على معسكر فتا برنو للنازحين في كتم شمال دارفور، في خرق لقواعد الاشتباك.

### 8 يناير
استعادت القوات المسلحة بلدة حاج عبد الله بولاية الجزيرة (تبعد 58 كم عن ود مدني)، وقرية المحلة التي تبعد عنها 13 كم. هذه التحركات تعني تقدمًا باتجاه مركز الولاية واستعادة العمق الإداري الجنوبي.

### 9 يناير
استعادت القوات المسلحة بلدة الشبارقة، 13 كم شرق ود مدني. تكرار استعادة المواقع حول ود مدني يُشير إلى إستراتيجية تطويق محكم، هدفها استعادة العاصمة الإقليمية.

### 10 يناير
استعادت القوات المسلحة بلدة أم القرى (40 كم شرق ود مدني)، في حين استعادت قوات درع السودان الحليفة ود الأبيض على مسافة 20 كم من جسر حنتوب. وعلى الجانب الآخر، قُتل 26 شخصًا على الأقل في هجوم شنّته قوات درع السودان على قرية طيبة بولاية الجزيرة.

### 11 يناير
استعادت القوات المسلحة ود مدني، عاصمة ولاية الجزيرة. يمثل هذا الحدث نصرًا سياسيًا واستراتيجيًا، إذ أن السيطرة على مركز الولاية تعني استعادة رمزية الدولة في الجنوب من البلاد.
وقُتل 16 شخصًا جراء قصف من الدعم السريع على معسكر زمزم للنازحين في شمال دارفور، مما يعزز صورة الاستهداف المتكرر للمناطق المدنية الهشة، وهو ما قد يُستخدم لاحقًا لتعزيز ملف الجرائم الدولية.

### 12 يناير
استعادت القوات المسلحة السودانية مجمّع «الرواد» السكني الإستراتيجي في الخرطوم من قبضة قوات الدعم السريع. ما وضع القوات قرب شوارع داخلية تحكم السيطرة الميدانية الحضرية.

### 13 يناير
قُتل ما لا يقل عن 120 شخصًا جرّاء قصفٍ مدفعي في غرب أم درمان.
تعطّل محطة توليد سد مروي بعد هجوم بمسيّرات للدعم السريع، ما سبّب حرائق وانقطاعات في التيار وصلت إلى شندي وبورتسودان وعطبرة وأم درمان. استهداف البنية التحتية الحيوية يُستخدم عسكريًّا كمفهوم «ضغط استراتيجي» لإضعاف الجبهة الداخلية.
استعادت القوات المسلحة بلدتي «كركراية» و«حجر الجواد» بين الدلنج وكادوقلي بجنوب كردفان من جناح الحلو.
قُتل 13 مدنيًا في هجوم للقوات المسلحة وميليشيات متحالفة على تجمع «كمبو طيبة» غير النظامي بولاية الجزيرة، بزعم ارتباط السكان بالدعم السريع.

### 14 يناير
زعمت قوة دارفور المشتركة قتل مئات من مقاتلي الدعم السريع وتدمير 262 آلية، إضافة إلى أسر 21 عنصرًا و67 آلية، خلال اشتباكات في الملحة وحلف بشمال دارفور.
قُتل 18 شخصًا على الأقل في هجمات لـقوات درع السودان على مخيمي «شكابة» و«المعسكر 16» بولاية الجزيرة.

### 15 يناير
قُتل ما لا يقل عن 120 مدنيًا في هجوم للدعم السريع على قافلة كان مسؤولية تأمينها تقع على حركة تحرير السودان وتجمع قوى تحرير السودان قرب كبكابية شمال دارفور.
تسببت هجمات متبادلة بين القوات المسلحة والدعم السريع في وقوع ضحايا يظن بإنتسابهم إلى مجمتع ما يعرف بالكنابي أو العشوائيات في أبو قوتة بولاية الجزيرة، تبعها هجوم للدعم السريع على قرية «الخزان» أسفر عن 15 قتيلاً.
قصف الدعم السريع قصر «علي دينار» الأثري في الفاشر، ما أدى إلى حريقٍ أتلف محتوياته التراثية.

### 16 يناير
أفاد مسؤولون أمريكيون بأن القوات المسلحة استخدمت أسلحة كيميائية مرتين ضد الدعم السريع في مناطق ريفية، وفرضت واشنطن عقوبات على البرهان شخصيًا.

### 18 يناير
قُتل 40 شخصًا في هجوم للدعم السريع على قرية «جبل حِلّة» شمال دارفور.
تعرّضت محطة كهرباء «الشواك» في ولاية القضارف لضربات مسيَّرة أدّت إلى انقطاع واسعٍ للكهرباء، وأصابت طواقم الدفاع المدني، كما هوجمت محطة مياه الولاية. في تكرار الدعم السريع لإستخدامهم تكتيكات الحرب الهجينة لإضعاف الخدمات الأساسية وإرهاق الإدارة المدنية.

### 20 يناير
وقوع 11 شخصًا على الأقل ضحايا بقصف الدعم السريع على معسكر «أبو شوك» للنازحين في الفاشر.

### 21–24 يناير
- في 21 يناير، طوّقت وحدات تابعة للقوات المسلحة مقر «فيلق الإشارة» في الخرطوم بحري وشنت هجومًا مضادًا هو الأول منذ سبتمبر 2024، ما أجبر الدعم السريع على التراجع نحو حي كافوري.[17]
- في 22 يناير، أطلقت القوات المسلحة هجومًا باتجاه مصفاة الجيلي النفطية، فيما شُوهدت أعمدة الدخان بعد يومين إثر اندلاع حريق بالمصفاة وتبادل للاتهامات بين الطرفين.[18][19]
- في 24 يناير، أسفر هجوم مسيّرات للدعم السريع عن مقتل أكثر من 70 شخصًا في قسم الولادة بمستشفى «السعودي» في الفاشر، وهو أحد أعنف الهجمات على مرفق صحي منذ بدء الحرب.[20]

### 27–30 يناير
- أعلنت القوات المسلحة في 27 يناير تقدمها في الأحياء الشرقية للخرطوم، لا سيما «بري» و«العزبة» وكافوري، وصولًا إلى مشارف جسر المك نمر.[21]
- في اليوم نفسه، قُتل أكثر من 100 مدني في هجوم الدعم السريع على قرية «بروش» شمال دارفور.[22]
- في 28 يناير، استولت القوات المسلحة على «مديرية الخدمات الطبية» التابعة للدعم السريع داخل قاعدة المظليين السابقة في شمبات، وكذلك أبراج «بلو» و«بشير» في الخرطوم بحري.[23]
- في 30 يناير، أعلنت القوات المسلحة استعادة مدينة أم روابة بـشمال كردفان، وإسقاط عشر طائرات مسيّرة فوق الأبيض، إضافة إلى تقدمها في أحياء «الأزبة» وكافوري شرق الخرطوم بحري.[24][25]

## فبراير

### 1 فبراير
قُتل ما لا يقل عن 60 شخصًا وجُرح أكثر من 250 آخرين في قصفٍ نفذته قوات الدعم السريع على سوق صابرين في أم درمان.، ما يجعل قصفها يُصنَّف كـاستهداف للبنية الاجتماعية بهدف إرباك الحياة المدنية اليومية.
قُتل شخصان في غارة جوية للقوات المسلحة على الخرطوم، فيما لقي سبعة آخرون مصرعهم بقصف للدعم السريع على الأبيض. وقُتل 11 شخصًا في قصف على معسكر أبو شوك، بينما أودت اشتباكات في نيالا بحياة 13 آخرين.
أعلنت القوات المسلحة استعادة مدن تَمبُول ورفاعة والحصاحيصا بولاية الجزيرة. إطباقًا على مثلث يربط الجزيرة بالعاصمة، ما يُضيق الخناق لوجستيًا على قوات الدعم السريع في الوسط.

### 2 فبراير
زعمت قوة دارفور المشتركة أنها صدّت هجومًا للدعم السريع على الفاشر، موقعّةً 140 قتيلًا وتدمير 43 آلية، وأسر 12 سيارة أخرى. وأشارت إلى أنها لاقت مقاتلي الدعم السريع وهم على الإبل والخيول وتحت تأثير مخدِّرات، وهي رواية تستخدم غالبًا في الحرب الإعلامية للإيحاء بالتدنّي والإنحطاط.
استعادت القوات المسلحة بلدتي «ود روّاه» و«النَّبَتي» بولاية الجزيرة.
أسفرت غاراتٌ وتجدد قتال في دارفور عن 248 قتيلًا أو جريحًا على الأقل، وسط صعوبات في انتشال الضحايا بسبب الاشتباكات.

### 3 فبراير
قُتل القائد البارز في الدعم السريع «عبدالله حسين» في غارة جوية للقوات الجوية المسلحة على «الكاملين» بالجزيرة.
أعلنت القوات المسلحة فكَّ حصار «فيلق المهندسين» بمنطقة العيلفون واستعادة «العسيلات» و«أم ضبان» في محلية شرق النيل، مع التمهيد لاستعادة جسر «سوبا».
ادت عدة هجمات مدفعية تنسب الى الحركة الشعبية (جناح الحلو) الى مقتل 44 مدنيًا في قصف كادوقلي بولاية جنوب كردفان.

### 4 فبراير
قُتل ستة أشخاص في قصفٍ للدعم السريع على مستشفى «النو» بأم درمان. وأعلنت القوات المسلحة السيطرة على «الكاملين» ومحاصرة بلدة «نعيمة» بولاية النيل الأبيض.

### 5 فبراير
قالت القوات المسلحة إنها استعادت حي «الرميلة» بالخرطوم، إضافة إلى «دار السكّ» (مطبعة العملة المركزية)، فيما قُتل خمسة أشخاص بغارات على نيالا.

### 6–8 فبراير
- في 6 فبراير أعلنت القوات المسلحة تقدمها جنوب الخرطوم وشرقها، مستعيدة مناطق «التكينة» و«الوادي الأخضر».[40]
- بحلول 8 فبراير، قالت القوات المسلحة إنها بسطت سيطرتها على حي كافوري آخر معاقل الدعم السريع في الخرطوم بحري.[41] والذي يربط العاصمة الشمالية بالطريق الدولي نحو مدينة شندي وما بعدها، ما يجعل سقوطه ضربة لوجستية قاصمة لوجود الدعم السريع في وسط وشمال السودان.

### 10 فبراير
أعلن مجلس السيادة الانتقالي عزمه تشكيل حكومة انتقالية مدنية عند اكتمال سيطرة الجيش على الخرطوم. ربط التشكيل المنشود بـالحسم العسكري يعني أن «الشرعية المدنية» ستنبني على قاعدة القوة لا التراضي.

### 18 فبراير
أعلنت قوات الدعم السريع نيتها تشكيل «حكومة سلام ووحدة» في المنفى بالعاصمة الكينية نيروبي.

### 23 فبراير
وقّع الدعم السريع والحركة الشعبية (جناح الحلو) وكيانات أخرى «ميثاق نيروبي» لتشكيل حكومة موازية، أُطلق عليها اسم «حكومة السلام والوحدة».

### 25–28 فبراير
- 25 فبراير: تحطّمت طائرة نقل عسكرية من طراز «أنتونوف-26» بحي كرري بأم درمان، مخلّفة 46 قتيلًا بينهم اللواء بحر أحمد وهو ضابط برتبة رفيعة في القوات الجوية السودانية.[45]
- 28 فبراير شنّت الدعم السريع ضربة مسيّرة ثانية على محطة كهرباء سد مروي، أدّت إلى انقطاع واسع للطاقة.[46]
- كما أعلنت قوة دارفور المشتركة اعتراض شحنة إمداد للدعم السريع في شمال دارفور، متهمةً «مرتزقة أجانب» وذَكَرت كولومبيا بالاسم، وهو ادعاء نفته قوات الدعم السريع.[47]

## مارس

### 1 مارس
أعلنت القوات المسلحة السودانية تفكيك خلية في منطقة مرابيع الشريف (سوبا شرق الخرطوم) كانت تُزوّد الدعم السريع بعملة مزوَّرة، وتضم أجانب من دول مجاورة للسودان.

### 2 مارس
استعادت القوات المسلحة «المحطة 13» وأجزاء من حيي «النصر» و«الهدى» في الخرطوم، مقتربة من الضفة الشرقية لجسر المنشية.

### 3 مارس
وصلت القوات المسلحة إلى حافة جسر المنشية (شرق النيل) وسيطرت على مقر «احتياطي وسط النيل» التابع للشرطة. كما سقط سبعة مدنيين في غارة جوية على «أم قريديم» شمال الأبيض.

### 4 مارس
قُتل أو جُرح أكثر من 80 شخصًا بقصف الدعم السريع على معسكر «أبو شوك» للنازحين.

### 5 مارس
استعادت القوات المسلحة *الدالي* و*المزموم* آخر معاقل الدعم السريع في ولاية سنار، إضافة إلى «الجبلين» في ولاية النيل الأبيض.

### 6 مارس
قدمت الحكومة السودانية دعوى أمام محكمة العدل الدولية ضد دولة الإمارات العربية المتحدة متهمةً إياها بالتواطؤ في الإبادة التي تتهم قيام الدعم السريع بها عبر تسليحه.
فرضت كندا عقوبات على البرهان وحميدتي بحجة «رفضهما التفاوض».

### 7 مارس
اكتُشف سجن سري يتبع للدعم السريع قرب الخرطوم، وفيه أدلة تعذيب ومقبرة جماعية تتجاوز 500 قبر بلا شواهد. تكشف الواقعة عن نمط اختفاء قسري وجرائم ضد الإنسانية محتملة.

### 9 مارس
قُتل سبعة أشخاص في هجوم للدعم السريع على «الخوي» بغرب كردفان، وقُتل اثنان في ضربات مسيّرة على «الملحة» شمال دارفور.

### 10 مارس
زعمت القوات المسلحة تدمير 47 آلية و100 طائرة مسيّرة للدعم السريع بالفاشر خلال عشرة أيام، واستعادة حي «السلام» ومجمع «لفت تاقرو».

### 12–14 مارس
- 12 مارس: قُتل عشرة أشخاص بقصف الدعم السريع على الفاشر، وأُصيب أطفال في الأبيض.[59]
- 14 مارس: حظرت الحكومة السودانية الواردات من كينيا بعد استضافة الأخيرة وفود الدعم السريع،[60] فيما أسقط الجيش سرب مسيّرات فوق عطبرة.[61]

### 15 مارس
هدد حميدتي بشن هجمات جديدة في ذكرى تأسيس الدعم السريع، متوعدًا باجتياح علني على بورتسودان وشندي ومروي وغيرها من مدن ومناطق شمال السودان؛ قائلاً إن الدول الداعمة للجيش «ستدفع الثمن». وأعلن قواته لن تتخلى أبدا عن القصر الجمهوري في مدينة الخرطوم.

### 16–17 مارس
- 16 مارس: دُمّرت مبانٍ حكومية يستخدمها الدعم السريع في الضعين ونيالا بصواريخ مجهولة، بينما تقدّم الجيش في قلب الخرطوم قاطعًا آخر خط إمداد إلى القصر الرئاسي.[63]
- 17 مارس: اتهم مجلس الأمن الدعمَ السريع بخطف موظفي الأمم المتحدة ونهب قافلة وقود لـ«يونسفا».[64]

### 19–20 مارس
أوقف السودان مشروعات ممولة من البنك الدولي وبنوك عربية بسبب الحرب، فيما تواصل القتال حول «الملحة» بشمال دارفور مع ادعاءات متضاربة عن السيطرة.

### 21–23 مارس
- 21 مارس: استعاد الجيش القصر الجمهوري في الخرطوم، لكن طائرة مسيّرة للدعم السريع قتلت ستة صحفيين قربه.[67]
- 22 مارس: تقدّم الجيش عبر جسر توتي وسيطر على جزيرة توتي وفندق كورنثيا ومقرات مركزية للبنك المركزي والمخابرات.[68]
- 23 مارس: قصفٌ مسيّر للدعم السريع استهدف مسجد «رضوان» بحي حلة كوكو شرق النيل فأودى بحياة 11 من المصلين في المسجد وأصاب أخرين.[69]

### 24–26 مارس
- 24 مارس: تراجع الدعم السريع من أحياء واسعة بالخرطوم نحو جبل أولياء، بينما اتهم الجيشَ بقصف سوق طوره قرب الفاشر حيث قُتل «مئات» بحسب منظمات محلية.[70]
- 26 مارس: استعاد الجيش مطار الخرطوم وجسر المنشية ومعسكر «طيبة الحسناب» آخر معاقل الدعم السريع في العاصمة. وأعلن البرهان من داخل القصر: «الخرطوم حُرّة».[71]

### 27–31 مارس
- 27 مارس: أعلن الجيش تطهير فلول الدعم السريع جنوب الخرطوم والاستيلاء على جبل أولياء، في حين تعرضت مدينة الدمازين لهجمات مسيّرة لأول مرة.[72]
- 29 مارس: سيطر الجيش على «سوق ليبيا» غرب أم درمان.[73]
- 30 مارس: صد الجيش وحلفاؤه هجومًا للدعم السريع على الفاشر ودمروا 16 آلية؛ قُتل تسعة مدنيين بقصف عشوائي.[74]
- 31 مارس: قُتل سبعة نازحين بقصف الدعم السريع معسكر «أبو شوك»، في حين زعم الدعم السريع السيطرة على «خور الدليب» بجنوب كردفان بعد معارك خلّفت 70 قتيلًا من «الحركة الإسلامية» حسب ادعائه.[75]

## أبريل

### 2 أبريل
قُتل شخصان بقصفٍ من قوات الدعم السريع على معسكر «أبو شوك» للنازحين. كما لَقِيَ 96 شخصًا حتفهم في هجمات للدعم السريع على قرى زراعية لقبيلة الجمُوعيّة الجعليين جنوبي أم درمان إستمرت مدى أربعة أيام، ما سبّب موجة نزوح جديدة.

### 3 أبريل
زعم الدعم السريع إسقاط طائرة «أنتونوف» تابعة لسلاح الجو فوق الفاشر ومقتل طاقمها الثمانية.

### 4 أبريل
قُتل أكثر من 100 مدني في اشتباكات بـ«المالحة» شمال دارفور، مع اتهامات للدعم السريع بعمليات نهب وتعذيب بعد سيطرته على البلدة.

### 5 أبريل
تعرضت محطة توليد سد مروي لضربة مسيّرة من الدعم السريع، ما أدى لانقطاع واسع للكهرباء بأم درمان والولاية الشمالية.

### 6 أبريل
قُتل 15 مدنيًا في اشتباكات بين الجيش والدعم السريع بحي أمبدة، بينما أودت مسيّرة للدعم السريع بحياة أربعة أشخاص في الضبّة شمالًا.

### 7 أبريل
استهدف الدعم السريع مطار دنقلا بطائرة مُسيّرة، مدمّرًا خزّان وقود. كما قُتل ثلاثة نازحين بقصفٍ على أبو شوك، وقُتل آخرون في هجوم مشترك للدعم السريع والحركة الشعبية (الحلو) على «رشاد» بجنوب كردفان.

### 8 أبريل
استعادت القوات المسلحة معسكري «النسور» و«القَنان» وأحياء «فتاشة» و«الحلة الجديدة» و«إسكان الصفوة» في أم درمان.

### 9 أبريل
قُتل 13 شخصًا في هجمات مسيّرة ومدفعية للدعم السريع على الأبيض و«الضبّة».

### 10 أبريل
بدأت محكمة العدل الدولية جلسات قضية اتهام السودان للإمارات بالتواطؤ في الإبادة عبر تسليح الدعم السريع. وفي اليوم ذاته قصف الدعم السريع «أبو شوك» مجددًا موقعًا 15 قتيلًا، وزعم السيطرة على «أم كدادة».

### 11–12 أبريل
- 11 أبريل: قُتل 32 مدنيًا بقصفٍ على الفاشر.[89]
- 12 أبريل: اتُّهم الدعم السريع بقتل/إصابة مئات في هجوم على معسكر «زمزم» للنازحين—معظمهم نساء وأطفال.[90]

### 13–15 أبريل
- 13 أبريل: أعلن الدعم السريع سيطرته على معسكر «زمزم» بعد قتال إستمر لشهور.[91]
- 14 أبريل: نفذ الدعم السريع هجومًا مسيّرًا على عطبرة أصاب مستودع وقود ومحطة كهرباء، متسببًا بانقطاع شامل.[92]
- 15 أبريل: أعلن حميدتي تشكيل «حكومة السلام والوحدة» الموازية في نيروبي،[93] بينما فُرض حظر تجوال مسائي بالفاشر.[94]

### 16–22 أبريل
- 16 أبريل: أسفر قصف الدعم السريع عن 57 قتيلاً بالفاشر.[95]
- 19–22 أبريل: اتهامات للدعم السريع بقتل مدنيين في قرية «بروش» وشن هجمات جديدة على الفاشر أودت بحياة أكثر من 85 شخصًا على يومين.[96]

### 23–25 أبريل
- 23 أبريل:انشقاق فصيل من حركة العدل والمساواة وانضمامه للجيش تمهيدًا لفك حصار الفاشر.[97]
- 24 أبريل: قُتل 74 مدنيًا في هجوم للدعم السريع على قرية «الزفة» بغرب كردفان.[98]
- 25 أبريل: ضربة مسيّرة على عطبرة أسفرت عن 11 قتيلًا وأصابت منشآت طاقة، فيما قصف الدعم السريع مقر القيادة العامة في الخرطوم من «صالحه» بأم درمان.[99]

### 27 أبريل
اتهمت منظمات الدعمَ السريع بإعدام 31 مدنيًا في «صالحه» غرب أم درمان، واختطاف 40 عامل إغاثة و50 مدنيًا أثناء إجلاء معسكر زمزم.

### 29–30 أبريل
- 29 أبريل: أعلن الجيش مقتل 45 مدنيًا بقصف الدعم السريع على الفاشر خلال يومين.[101]
- 30 أبريل: وصلت أول قافلة مساعدات أممية إلى وسط الخرطوم منذ بداية الحرب،[102] فيما أعلنت الإمارات اعتراض ملايين الذخائر في صفقة سلاح دولية كانت في طريقها إلى الجيش السوداني.[103]

## مايو

### 1 مايو
استولت قوات الدعم السريع على مدينة النهود بغرب كردفان، مخَلِّفةً **19 قتيلًا**.: تُعدّ النهود عقدة مواصلاتٍ تجارية؛ السيطرةُ عليها تقطع الطريق بين كردفان ودارفور.

### 2 مايو
استعاد الجيش قرى «الصوفي» و«العلقا» و«الشقيق» على الضفة الغربية للنيل الأبيض بولاية النيل الأبيض، بينما شنّت الدعم السريع هجومًا مسيّرًا على مقر الفرقة 18 مشاة في كوستي.

### 3 مايو
- أعلن الجيش أنّ الدعم السريع أطلق سرب مسيّرات انتحارية نحو مطاري كسلا وبورتسودان، مستهدفًا قاعدة بورتسودان الجوية ومستودعات بضائع، وأن الخسائر «محدودة».[106][107] يُظهِر ذلك إستمرار الدعم السريع في إنتقاله من حرب المدن في شمال ووسط السودان إلى الضربات الجوية البعيدة على الخدمات المدنية.
- قصف سلاح الجو مطار نيالا بعد هبوط طائرة يُشتبه بنقلها أسلحة للدعم السريع.[108]
- اغتال مسلّحو الدعم السريع زعيم معسكر أوتاش للنازحين عبد الرازق حسن جليس ونجله.[109]

### 5 مايو
محكمة العدل الدولية ترفض وتشطب دعوى السودان ضد الإمارات بشأن «التواطؤ في الإبادة»، لعدم الاختصاص.

### 6–7 مايو
- 6 مايو: موجة ثانية من ضربات المسيّرات على بورتسودان لليوم الثالث، وسط قطع للكهرباء إثر تدمير محطات.[111] ولقي ستة نازحين حتفهم بقصف على «أبو شوك».[112]
- قطع السودان علاقاته الدبلوماسية مع الإمارات متهمًا إيّاها بدعم الدعم السريع.[113]
- 7 مايو: تواصل القصف المسيّر على بورتسودان لليوم الرابع.[114]

### 8–10 مايو
- 8 مايو: ثمانية قتلى بهجمات للدعم السريع على أم درمان.[115]
- 9 مايو: 14 قتيلاً بقصف على «أبو شوك»، والحكومة توقف خط أنابيب النفط (الصادر من جنوب السودان) بسبب هجمات الدعم السريع.[116]
- 10 مايو: مقتل 20 سجينًا بضربة مسيّرة على سجن الأبيض.[117]

### 11–14 مايو
- 11 مايو: الجيش يستعيد «الخُوي» بغرب كردفان، وسبعة قتلى بقصف على الفاشر.[118]
- 13 مايو: تقدّم الجيش في جنوب أم درمان وسيطرته على حيي الجامعة والشقلة.[119]
- 14 مايو: مسيّرات الدعم السريع تضرب ثلاث محطات كهرباء بأم درمان محدثة ظلامًا في الخرطوم.[120]

### 15–18 مايو
- 15 مايو: أربعة قتلى بضربة مسيّرة مشتبه بها على مستشفى الجيش بالأبيض.[121]
- 16 مايو: 10 قتلى بقصف الحركة الشعبية (الحلو) على كادوقلي، والجيش يتقدم في جبال النوبة.[122]
- 18 مايو: 14 قتيلاً بقصف سوق «أبو شوك»، وتسعة قتلى بمسيّرة على معسكر قوات درع السودان في البطانة.[123]

### 19–22 مايو
- 19 مايو: الجيش يستعيد وادي العطرون بطريق الشريان بين الشمالية ودارفور، و«الصالحة» بأم درمان.[124]
- 20 مايو: إعلان الجيش تطهير ولاية الخرطوم من الدعم السريع.[125]
- 21 مايو: إعلان تطهير ولاية النيل الأبيض كذلك.[126]
- 22 مايو: واشنطن تفرض عقوبات جديدة على السودان لاستخدامه أسلحة كيميائية مزعومة، والجيش يعلن العثور على مقابر جماعية تضم 465 جثة بأم درمان.[127][128]

### 23–31 مايو
- 23 مايو: الجيش وحلفاؤه يسيطرون على «الدبيبات» بجنوب كردفان.[129]
- 27–28 مايو: ضربات مسيّرة للدعم السريع تشعل حريقًا بمستودع وقود في كوستي وتقتل مدنيين في الرهد والخُوي والدببّة.[130]
- 29 مايو: الدعم السريع يعلن استعادة الدببّة والخُوي.[131]
- 30–31 مايو: 28 قتيلاً في هجمات دعم سريع على الأبيض وكردفان، وقصف سوق الكومة بشمال دارفور يوقع 89 قتيلًا بطائرة أنتونوف تتبع سلاح الجو.[132][133] تدمير مستودع برنامج الأغذية العالمي بالفاشر بقصف يُتهم به الدعم السريع.[133] واصل الجيش هجماته بالمسيّرات على مدينة نيالا لليوم الثاني.[134]

## يونيو

### 1 يونيو
أصدر رئيس الوزراء إدريس قرارًا بحل الحكومة الانتقالية القائمة، في خطوةٍ تُمهِّد لتشكيل هيكلٍ مدني جديد بعد «تحرير الخرطوم».

### 2 يونيو
قُتل خمسة أشخاص ودُمِّرت شاحنات غذاء في هجومٍ استهدف قافلة مشتركة لـ(اليونيسيف) قرب الكومة. تبادل الجيش والدعم السريع الاتهامات بالمسؤولية. الكومة تمثّل عنق زجاجة لإغاثة شمال دارفور؛ استهدافها يُفاقم مجاعة المخيمات.

### 4–6 يونيو
- 4–5 يونيو: سلسلةُ قصفٍ على معسكر «أبو شوك» تقتل 20 نازحًا؛ وضربةُ مسيّرةٍ في الأبيض تُسقط خمسة قتلى.[137][138]
- 6 يونيو: توغّلٌ لكتيبةٍ من «الجيش الوطني الليبي» لمسافة 3 كم داخل السودان عند جبل أركنو؛ اشتباكٌ مع قوة متحالفة مع الجيش السوداني يُخلِّف قتيلين ليبييْن وأسرى.[139]

### 7–10 يونيو
- سيطر الدعمُ السريع و«الحلو» على أُم دهيليب بجنوب كردفان.[140]
- زعمت الدعم السريع الاستيلاء على مقر الفرقة 22 مشاة بـ«بابنوسة»، بالتزامن مع حملات اعتقالٍ واسعة في دارفور.[141][142]
- اتّهم الجيشُ قواتِ حفتر بالتنسيق مع الدعم السريع في هجومٍ بثُلاثيِّ الحدود (ليبيا–مصر–السودان).[143]
- ثمانية قتلى بضربة مسيّرة للجيش على مدرسة نازحين بأبو زبد؛ أغلب الضحايا أطفال.[144]

### 11–15 يونيو
- انسحاب الجيش من مثلث الحدود «تحسُّبًا للخطر الليبي»، وقصفٌ جديد على أبو شوك يقتل ثمانية.[139]
- اتهمت حركة «مناوي» الدعمَ السريع بخطف 100 مدني لتجنيدهم قسرًا.[145]
- 15 يونيو: 35 قتيلًا بقصفٍ على ملجأٍ للنازحين بمبنى الزراعة في الفاشر؛ الجيش يعلن صدّ هجومٍ على المدينة.[146]

### 16–20 يونيو
- استولت الدعم السريع على واحة «كرب التوم» قرب الحدود الليبية، بينما اندلعت أول اشتباكات في بابنوسة منذ 2024.[147]
- أعلن الجيش تدمير 14 آليةً للدعم السريع بضربات جوية قرب بابنوسة.[148]

### 21–29 يونيو
- 21 يونيو: أكثر من 40 قتيلاً في قصفٍ أصاب مستشفى المُجلّد بغرب كردفان، وأدانت «الصحة العالمية» الهجوم.[149]
- 25 يونيو: مسيّرة للدعم السريع تضرب دَلَنج؛ أربعة مدنيين قتلى.[150] والجيش يستعيد بلدقو بالنيّل الأزرق.[151]
- 26 يونيو: اقتحام سجون نيالا لتحرير قائد دعمٍ سريع؛ 23 قتيلًا وفرار سجناء.[152]
- 27–29 يونيو: 13 قتيلًا بقصف الفاشر، والجيش يؤمّن الطرق بين كادوقلي ودلنج ويقصف معسكرات الدعم السريع في نيالا.[153][154]

## يوليو

### 1 يوليو
أسقط الجيش مسيّراتٍ للدعم السريع فوق مروي والدبة. وأُعلن في نيالا تشكيلُ «تحالفٍ حاكم» بين الدعم السريع والحركة الشعبية (الحلو) برئاسة حميدتي ونائبه عبد العزيز الحلو.

### 2 يوليو
قُتل ثلاثة مدنيين وجُرح آخرون جراء قصف مدفعي نفذته قوات الدعم السريع على الأحياء الشرقية من مدينة الفاشر، وفقاً لمصادر طبية وعسكرية. واتهم الجيش السوداني الدعم السريع باستهداف المناطق السكنية عمداً لدفع السكان إلى النزوح، في ظل استمرار المعارك حول المدينة.

### 3 يوليو
رفضت فصائل مسلحة تنشط في دارفور، من بينها عناصر من القوات المشتركة، خطةً طرحتها منظمات أممية لإيصال مساعدات إنسانية إلى مدينة الفاشر، مشيرةً إلى تصاعد القتال وهجمات الطائرات المسيّرة التي تُنسب إلى الدعم السريع.